# Mark Pincus

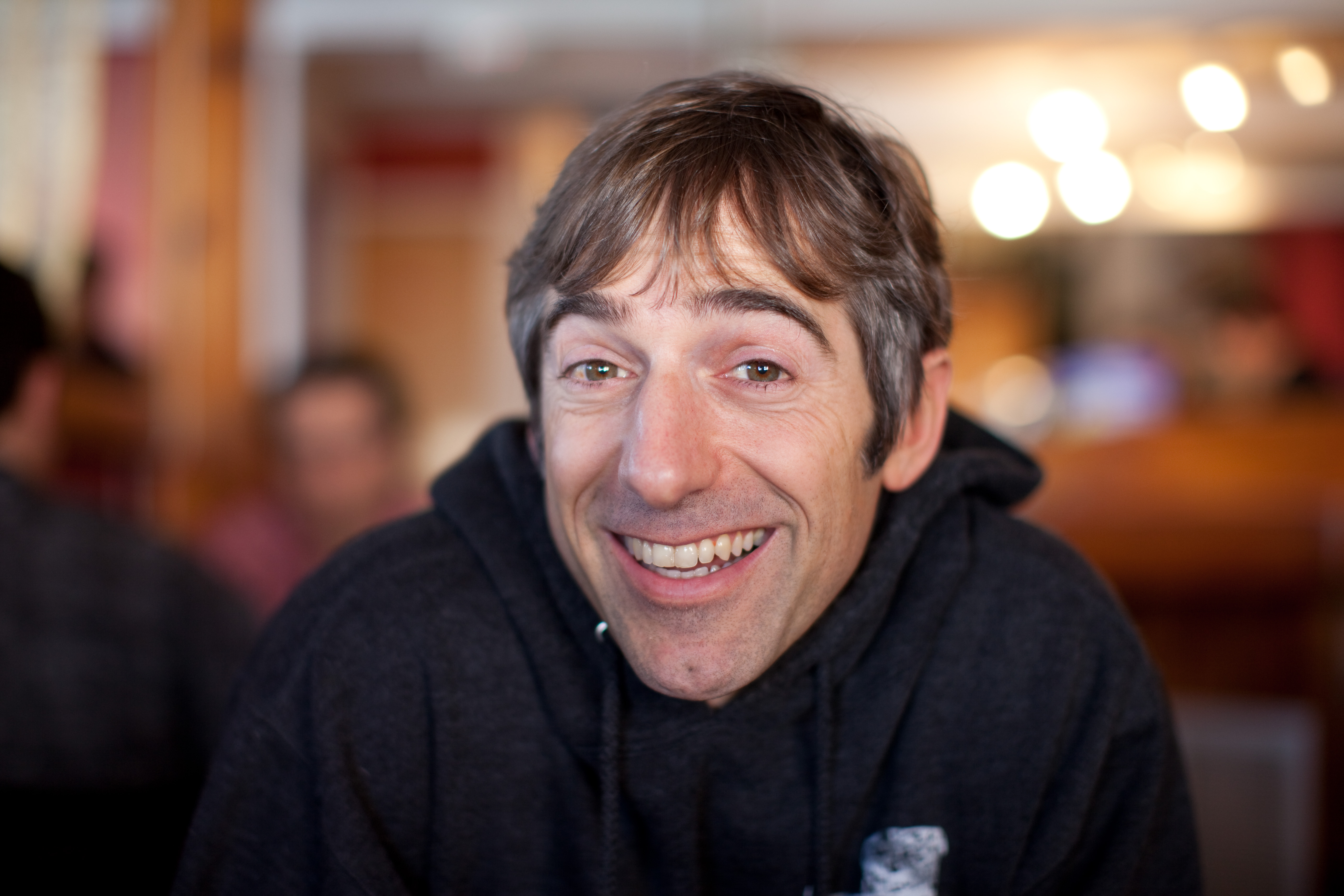
Mark Pincus (2008)

Mark Jonathan Pincus (* 13. Februar 1966 in Chicago) ist ein Mitgründer und aktueller Chairman von Zynga.
Neben der Mitgründung von Zynga gründete Pincus Freeloader, Inc., Tribe Networks sowie SupportSoft.

## Biografie
Pincus studierte in Wharton.
Er arbeitet bei Lazard Freres & Co. und wurde dann für zwei Jahre Vizepräsident bei Asian Capital Partners in Hong Kong.
Es folgte ein Studium an der Harvard Business School (Abschluss 1993) sowie die Beschäftigung als Associate bei Bain & Co 1992. Danach arbeitete er als Manager bei Tele-Communications, Inc (AT&T Cable).
Im Anschluss wurde er Vizepräsident bei Columbia Capital.
Im Juli 2007 gründete er Zynga als sein viertes Unternehmen. Er leitete Zynga als Chief Executive Officer, bis er im Juli 2013 von Don Mattrick abgelöst wurde. Mit dem Ausscheiden von Mattrick im April 2015 kehrte er als CEO zurück. Seit März 2016 ist Pincus Chairman. Sein Nachfolger als CEO wurde Frank Gibeau.
2009 wurde Pincus von The Crunchies zum „CEO of the Year“ sowie 2011 zum „Founder of the Year“ nominiert.